# Davcha
 (mars 2015).
Si vous disposez d'ouvrages ou d'articles de référence ou si vous connaissez des sites web de qualité traitant du thème abordé ici, merci de compléter l'article en donnant les références utiles à sa vérifiabilité et en les liant à la section « Notes et références ».
La Davcha est une rivière de Bouriatie (fédération de Russie) qui prend naissance aux monts Bargouzine, près du village du même nom, et se jette dans le lac Baïkal. Sa vallée traverse la réserve naturelle de Bargouzine. Elle appartient au bassin de l'Angara.